# Société des aciéries de Longwy
La Société des Aciéries de Longwy est une ancienne société de sidérurgie située à Longwy dont le siège social était les grands bureaux des Aciéries de Longwy.

## Histoire de la société

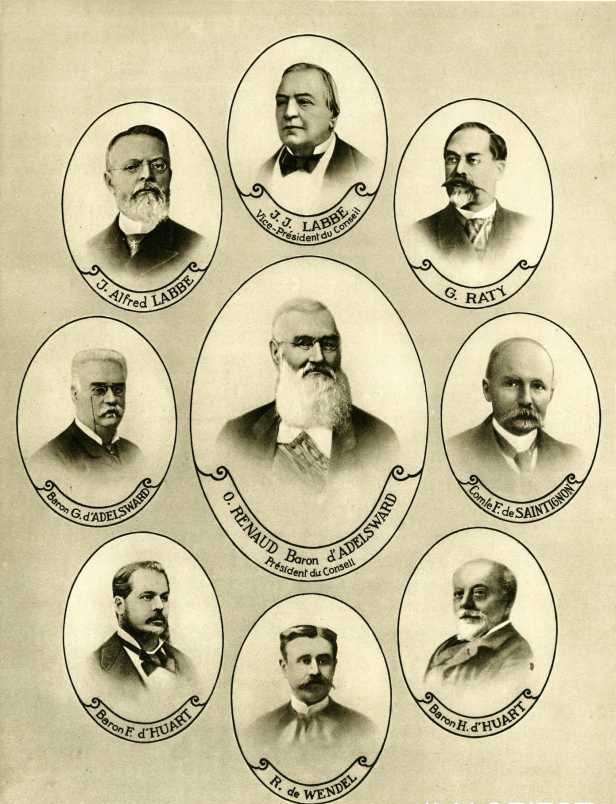
Conseil d'administration de la Société des Aciéries de Longwy en 1888.

La société est fondée le 1er juin 1880 par réunion de l'Usine du Prieuré et de l'Usine Port-Sec à Mont-Saint-Martin par Jean-Joseph Labbé, Oscar d'Adelsward, Fernand de Saintignon, Gustave Raty, les Frères d'Huart et Robert de Wendel.
L'entreprise est absorbée par usinor en 1966.
En 1976, le train à fil redémarre après une grosse modernisation.
La production s'arrête en 1978.

## Les bâtiments après l'arrêt de la production
Le siège, les grands bureaux des Aciéries de Longwy, connaît un sort divers en fonction des bâtiments : le siège en lui-même sert de maison de l'emploi, l'ancien bâtiment de recherche et développement abrite des entreprises comptables, les anciennes « soufflantes » d'entrepôt et le grand hôtel est à l'abandon.
Les anciens entrepôts à Lomme, dans le département du Nord, sont construits en 1922 et toujours en activité en 1960. Ils sont ensuite vendus à Stein, la branche chauffage du groupe Alstom, qui abandonne le site. Le 4 juin 2008, 150 Roms en sont expulsés, et la préfecture décide alors de bloquer le site, qui continue toutefois à être démantelé par des récupérateurs de ferraille.
Une usine de la société existe durant la Seconde Guerre mondiale près de Lyon à Vénissieux et travaille alors pour l'État durant le conflit.